# Reattore chimico CSTR

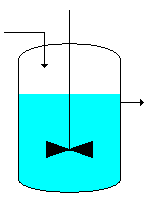
Rappresentazione schematica di un reattore CSTR

Un reattore chimico CSTR (Continuous-flow Stirred-Tank Reactor, in italiano "reattore continuo a serbatoio agitato") è un reattore continuo ideale costituito da un serbatoio alimentato da flusso costante di materia (in cui possono comparire soprattutto i reagenti, ma anche inerti, catalizzatori e parte del prodotto ricircolato), dotato di un sistema di agitazione. L'idealizzazione si riflette anche nel fatto che il mescolamento risulta essere perfetto: le proprietà intensive, come ad esempio la composizione della miscela all'interno del reattore, sono uniformi nello spazio ed eguali alle proprietà del flusso in uscita.

## Modello matematico
Il modello matematico del reattore si ottiene a partire da un bilancio macroscopico di materia,  in termini molari, con riferimento ad una specie i-esima coinvolta nella reazione. Il sistema di riferimento è il volume (V) del reattore (che coincide col volume di reazione).
Assumendo mescolamento perfetto o ideale ed applicando la legge di bilancio di materia universale:  {\displaystyle \mathrm {Accumulo} =\mathrm {Entrata} -\mathrm {Uscita} +\mathrm {Generazione} }
si ottiene:  {\displaystyle {\frac {dN_{i}}{dt}}=F_{i}^{0}-F_{i}+V\nu _{i}R}
dove:
- {\displaystyle N_{i}} è il numero di moli della specie i, espresso in mol;
- {\displaystyle F_{i}} è la portata molare di i (0 indica in ingresso), espresso in mol s-1;
- {\displaystyle \nu _{i}R} è la velocità di reazione di produzione/consumo di i, espresso in mol s-1 l-1. Si presti attenzione al fatto che R è la velocità globale della reazione (ad es., R = kCi2) e che {\displaystyle \nu } è il coefficiente stechiometrico della specie i-esima.

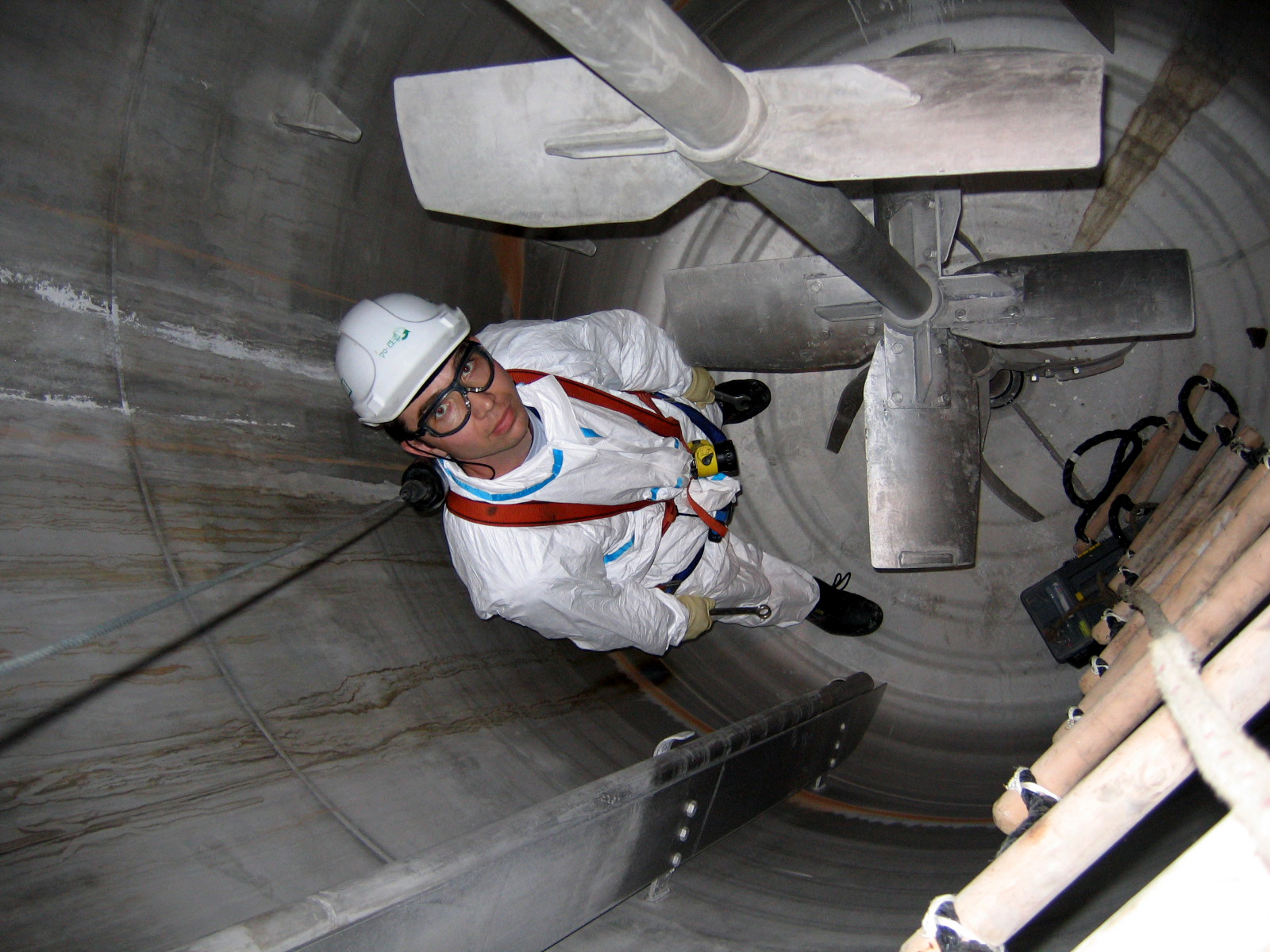
Manutenzione di un reattore CSTR

Nelle ipotesi di stato stazionario (che implica accumulo nullo) e di densità costante, sapendo che:
{\displaystyle F_{i}={\tilde {V}}C_{i}},
con {\displaystyle {\tilde {V}}} portata (in l s-1) e C concentrazione (in mol l-1), si ha che:
{\displaystyle {\frac {(C_{i}-C_{i}^{0}){\tilde {V}}}{V}}=\nu _{i}R}
e definendo {\displaystyle {\frac {V}{\tilde {V}}}=\tau }, tempo di residenza, si ottiene che:
{\displaystyle {\frac {(C_{i}-C_{i}^{0})}{\tau }}=\nu _{i}R}
che rappresenta il modello matematico di un reattore CSTR in stato stazionario a densità costante. Ad esempio, in una reazione elementare (ovvero irreversibile e per cui valga la legge di azione di massa) del tipo A → prodotti, supponendo una cinetica di primo ordine (R = kCA), si ottiene che:
{\displaystyle C_{A}={\frac {C_{A}o}{1+k\tau }}}